# Beauty (musikgrupp)
Beauty var en svensk musikgrupp från Halmstad inom musikgenren poprock. Gruppen bildades 1978 och bestod av Ola Andersson (gitarr sång), Sven Bertilsson (sång),  Thomas Möller (gitarr), Björn Jingblad (bas), Bengt Jonsson (piano) och Hans Berggren (trummor).
1981 släppte bandet sina första singlar, She Said och I Kväll, I Kväll!, varav den förstnämnda spelades på radioprogrammet Europatoppen. 1982 utkom deras debutalbum Entré, med innehåll av sammanlagt elva låtar. Samma år släpptes singeln Marilyn, som i flera veckor låg på topplistan i musikprogrammet Poporama i Sveriges Radio. Bandet upplöstes 1984.

## Diskografi
Studioalbum
- Entré (1982)

Singlar
- "I Kväll, I Kväll!" (1981)
- "She Said" (1979)
- "Kärleken Är För Evigt" (1981)
- "Hjärta Av Glas" (1982)
- "Varför Tveka" (1982)
- "Tror Du Jag Sviker Dig" (1982)
- "Blå Buss" (1982)
- "Linda" (1982)
- "Marilyn" (1982)
- "Sån't Som Flickor Vill Ha" (1982)
- "Mellan Fyra Ögon" (1982)
- "Tjusiga Mannekänger" (1982)
- "Vill Du Så Vill Nog Jag" (1982)
- "Mellan Oss" (1982)
- "Entré" (1982)